# Корба (железнодорожная станция)
Корба — населённый пункт (тип: железнодорожная станция) Судиславского района Костромской области России. Входит в Расловском сельском поселении

## География
Железнодорожная станция находится в юго-западной части региона, в подзоне южной тайги, в непосредственной близости от железнодорожной ветки Кострома — Галич и автодороги Кострома — Верхнеспасское Р98.

### Климат
Климат характеризуется как умеренно континентальный, с продолжительной холодной многоснежной зимой и коротким сравнительно тёплым летом. Средняя температура воздуха самого холодного месяца (января) — −13,3 °C (абсолютный минимум — −49 °C); самого тёплого месяца (июля) — 17,7 °C (абсолютный максимум — 37 °С). Безморозный период длится около 112 дней. Продолжительность периода активной вегетации растений (выше 10 °C) составляет примерно 115—125 дней. Годовое количество атмосферных осадков — 598 мм, из которых 370—440 мм выпадает в тёплый период.

## История
Возник как поселение железнодорожников при станции Корба возле деревни Галкино.

## Население
| 2008 | 2010 | 2014 |
| ---- | ---- | ---- |
| 2    | ↘0   | ↗3   |

## Инфраструктура
Обслуживание путевого хозяйства Северной железной дороги.

## Транспорт
Ежедневно ходит Электричка 6320 «Кострома-Новая — Галич».
В пешей доступности федеральная трасса Р-243. Ближайшая остановка общественного транспорта «Галкино» примерно в 700 метрах.